# Muśee de l’Oise
Das Musée de l’Oise (MUDO) ist ein Kunstmuseum in dem ehemaligen Bischofspalast in Beauvais, Oise, Nordfrankreich.

## Geschichte des Gebäudes
Das Museum ist in dem ehemaligen Palast des Bischofs von Beauvais untergebracht. Der ursprüngliche Palast wurde entlang einer römischen Mauer unterhalb der Kathedrale von Beauvais von Henri von Frankreich (1121–75), Sohn von König Ludwig VI. von Frankreich und Bischof von Beauvais von 1149-1161 erbaut. Nach Ausschreitungen im 14. Jahrhundert baute der Bischof einen befestigten Eingang mit zwei Türmen. Im 16. Jahrhundert baute Louis Villiers de L’Isle Adam (1497–1521) den Palast im Renaissancestil mit gotischem Bauschmuck um. Die Fassade ziert ein Treppenturm, auf dem ein Glockenturm aufsitzt. Letzterer beherbergt drei Glocken, eine davon aus dem Jahr 1506.
Nach der französischen Revolution wurde der Palast Sitz der Präfektur in 1800. In 1822 wurde es wieder bischöflicher Sitz. 1846 wurde es Gerichtsgebäude. Im Jahr 1848 wurde das Gebäude von Prosper Mérimée auf die Liste der historischen Monumente gesetzt. Das Gericht zog in 1973 aus und das Gebäude wurde zwischen 1974 und 1981 renoviert. Daraufhin eröffnete das Museum. Im Jahr 1997 musste das Museum schließen, da das Gebäude verursacht durch die vielen Besucher sanierungsbedürftig wurde. 2013 wurde ein Renovierungsprojekt gestartet und im Januar 2015 konnte das Museum erneut eröffnen. Die Renovierung kostete über 9,5 Millionen Euro und wurde vom Département Oise gemeinsam mit der Region Picardie finanziert. Im Juli 2023 wurden erneut Arbeiten durchgeführt.

## Geschichte der Sammlung
Der Historiker Louis Graves und die Société académique de l’Oise starteten die Museumssammlung in 1841, um Objekte von künstlerischen und historischen Wert zu bewahren. Zunächst wurde die Sammlung in verschiedenen städtischen Räumen untergebracht, aber der Platz reichte irgendwann nicht mehr aus. In 1908 boten die Stadt Oise und die société académique de l’Oise die Sammlung dem Rat des Départements Oise. 1909 kaufte das Département das große Gebäude nördlich der Kathedrale. Während des Ersten Weltkrieges war das Museum zeitweise evakuiert. 1940 wurde das Museum von Bomben getroffen und viele Objekte wurden zerstört. Die Reste der Sammlung wurden 1960 auf dem Dachboden des ehemaligen Bischofspalast ausgestellt.

## Heutiges Museum
Das Museum eröffnete am 25. Januar 2015 nach ausgedehnten Renovierungen. Im Zentrum stehen die Werke des 19. Jahrhunderts. Vertreten sind Künstler wie Camille Corot, Alfred Sisley, Paul Huet, Prosper Marilhat und Jean-Auguste-Dominique Ingres. Es gibt Arbeiten von Alexis-Joseph Mazerolle und Pierre-Victor Galland sowie Keramiken von Jules-Claude Ziegler. Die große unfertige Leinwand Enrôlement des volontaires von Thomas Couture aus dem Jahr 1792 wird neben einigen Vorzeichnungen im alten Gerichtssaal ausgestellt. Außerdem zeigt das Museum temporäre Ausstellungen, veranstaltet Lesungen und Kinderworkshops.
Der bedeutende Art Nouveau Töpfer Auguste Delaherche wurde in Beauvais geboren und arbeitete später in der Region. Das Museum besitzt eine bedeutende Sammlung seiner Keramiken und seine Büste angefertigt von Pierre Félix Masseau.

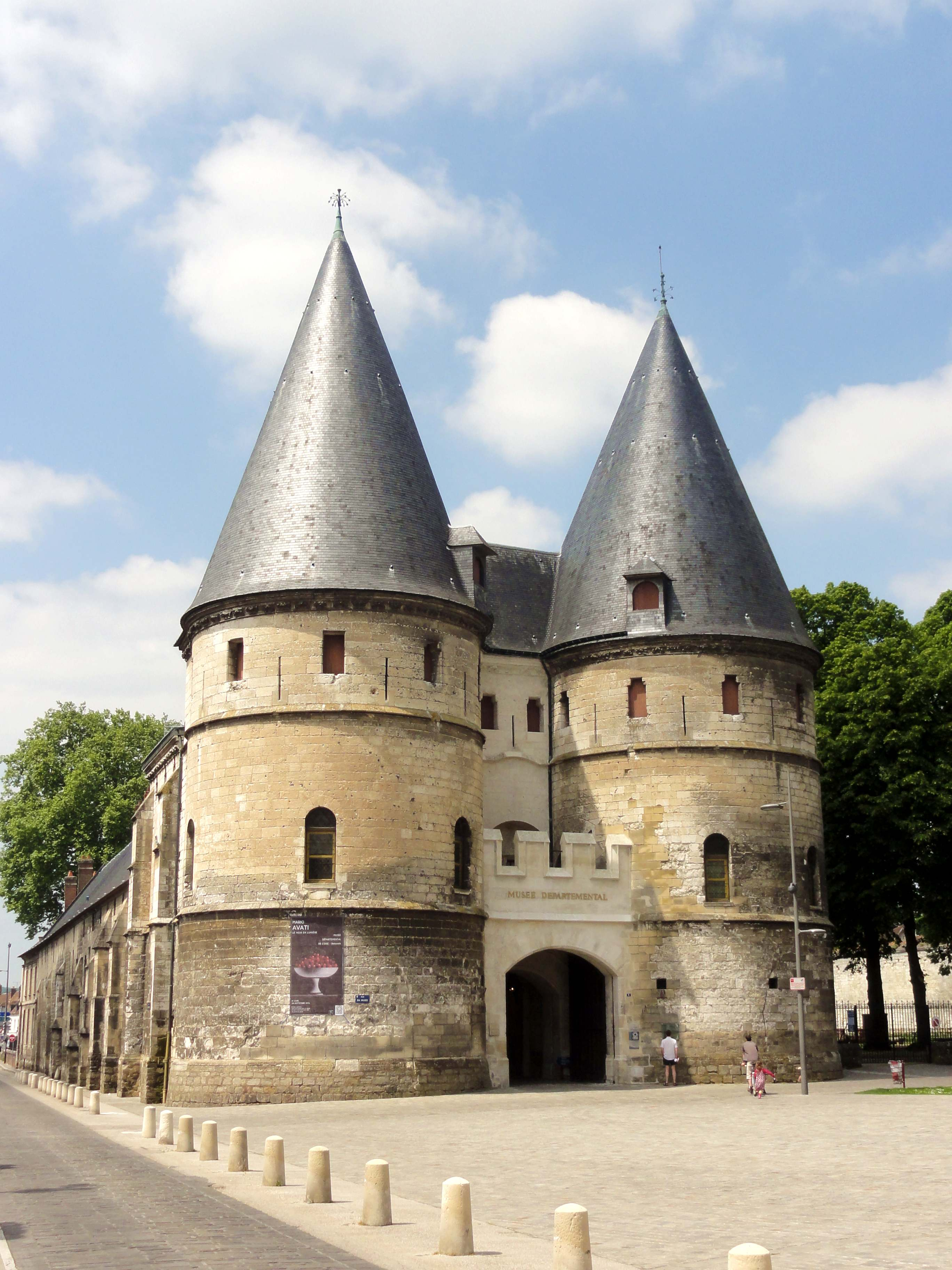
Eingang mit zwei Türmen
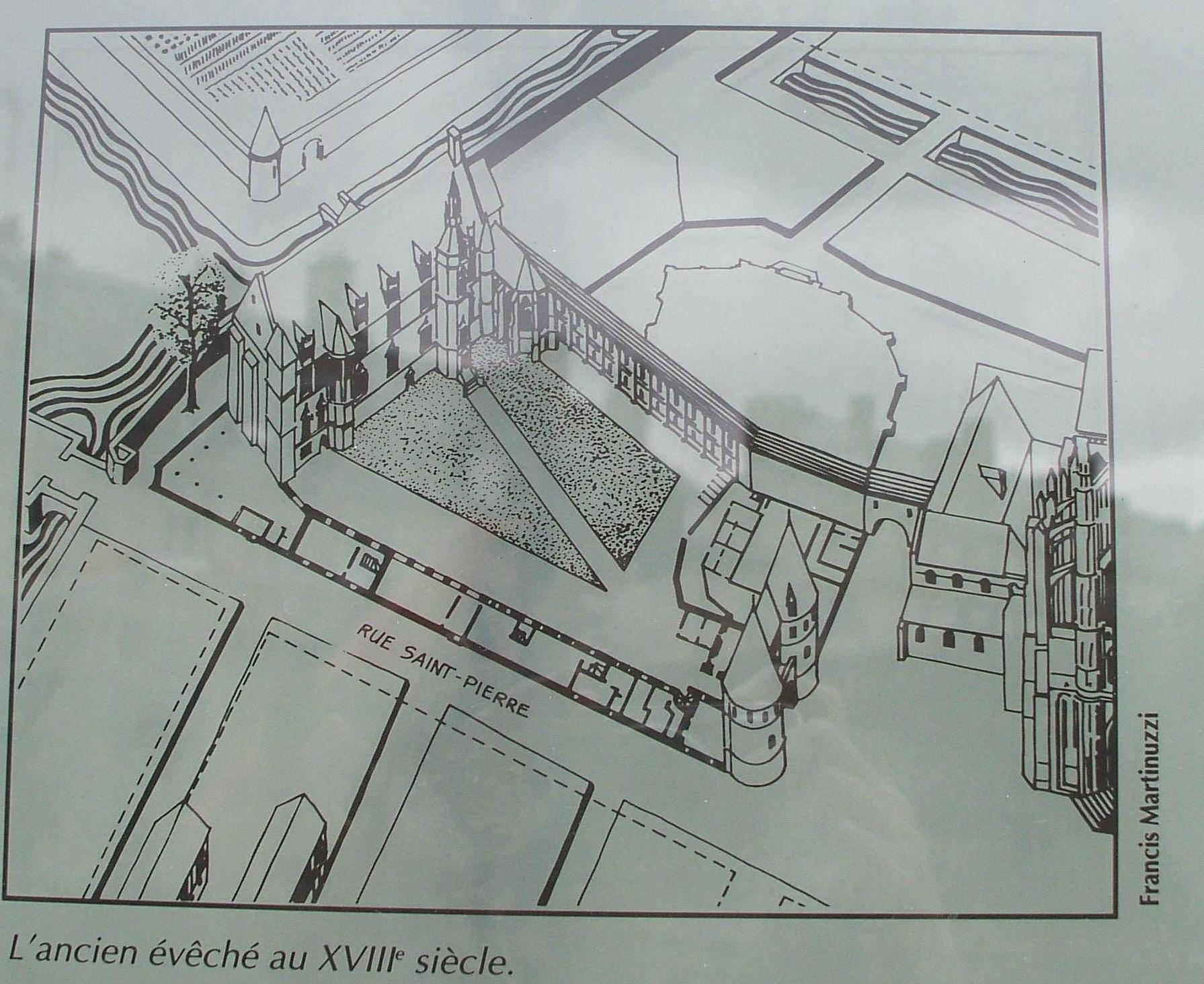
Plan
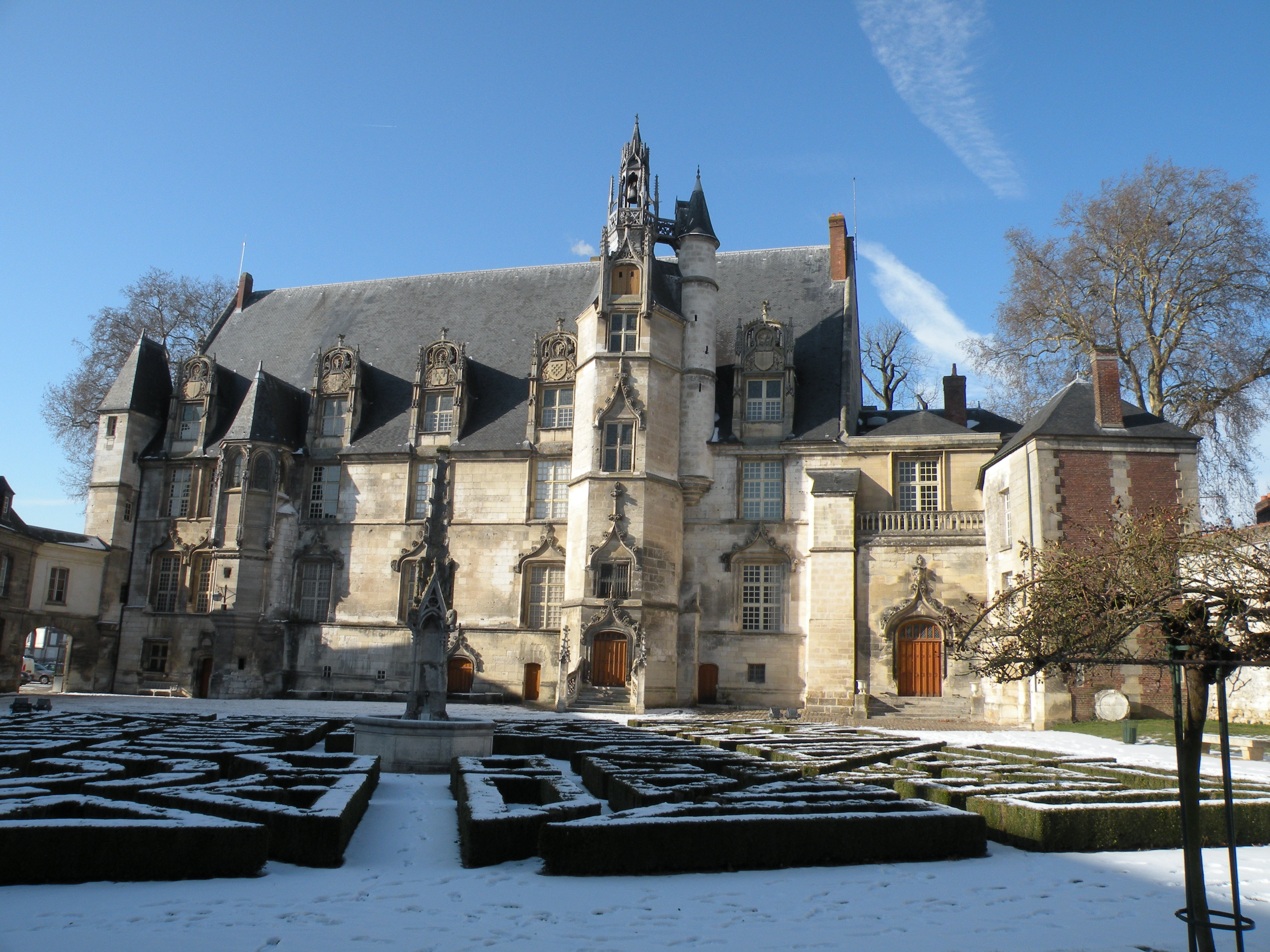
Fassade mit Glockenturm
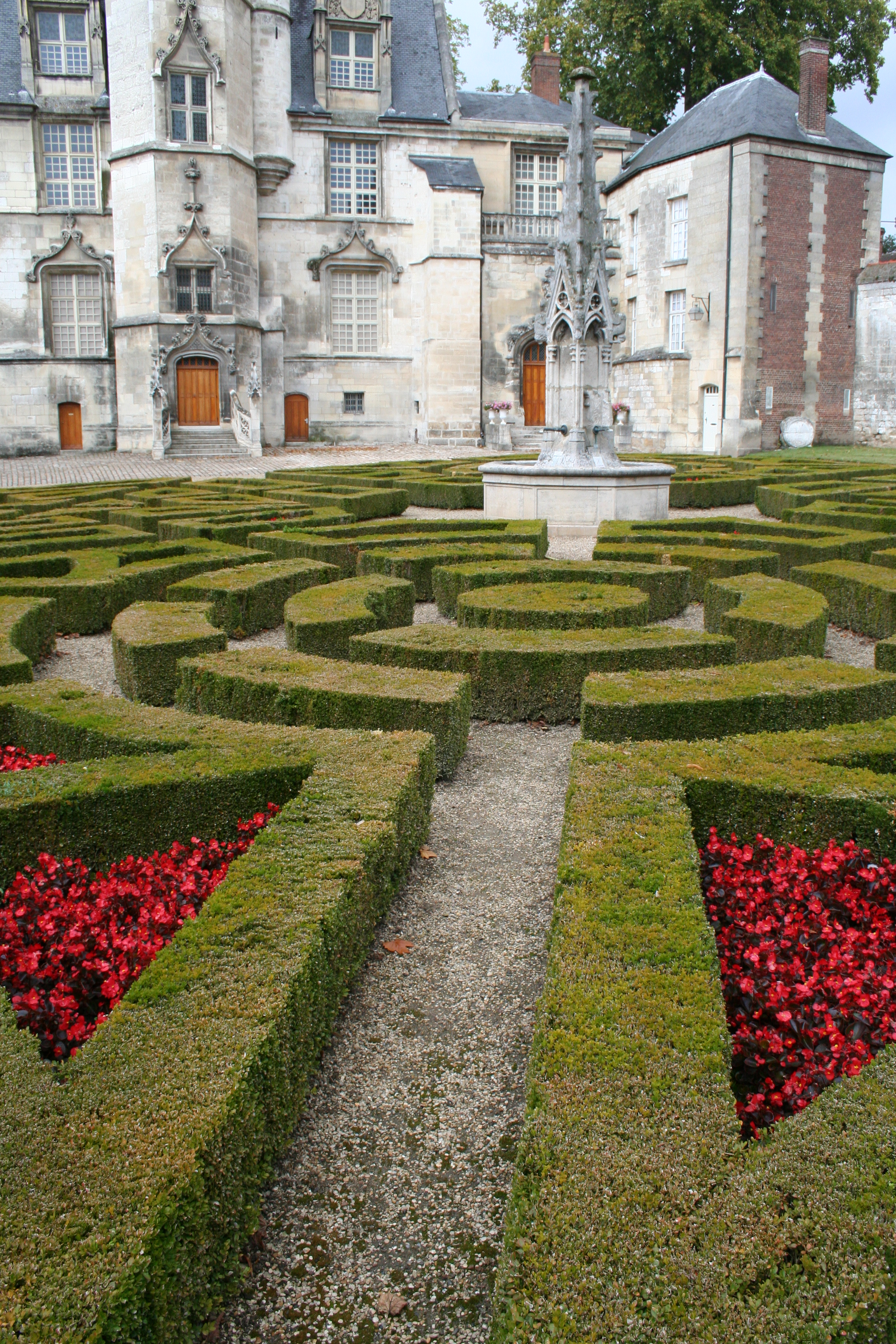
Garten
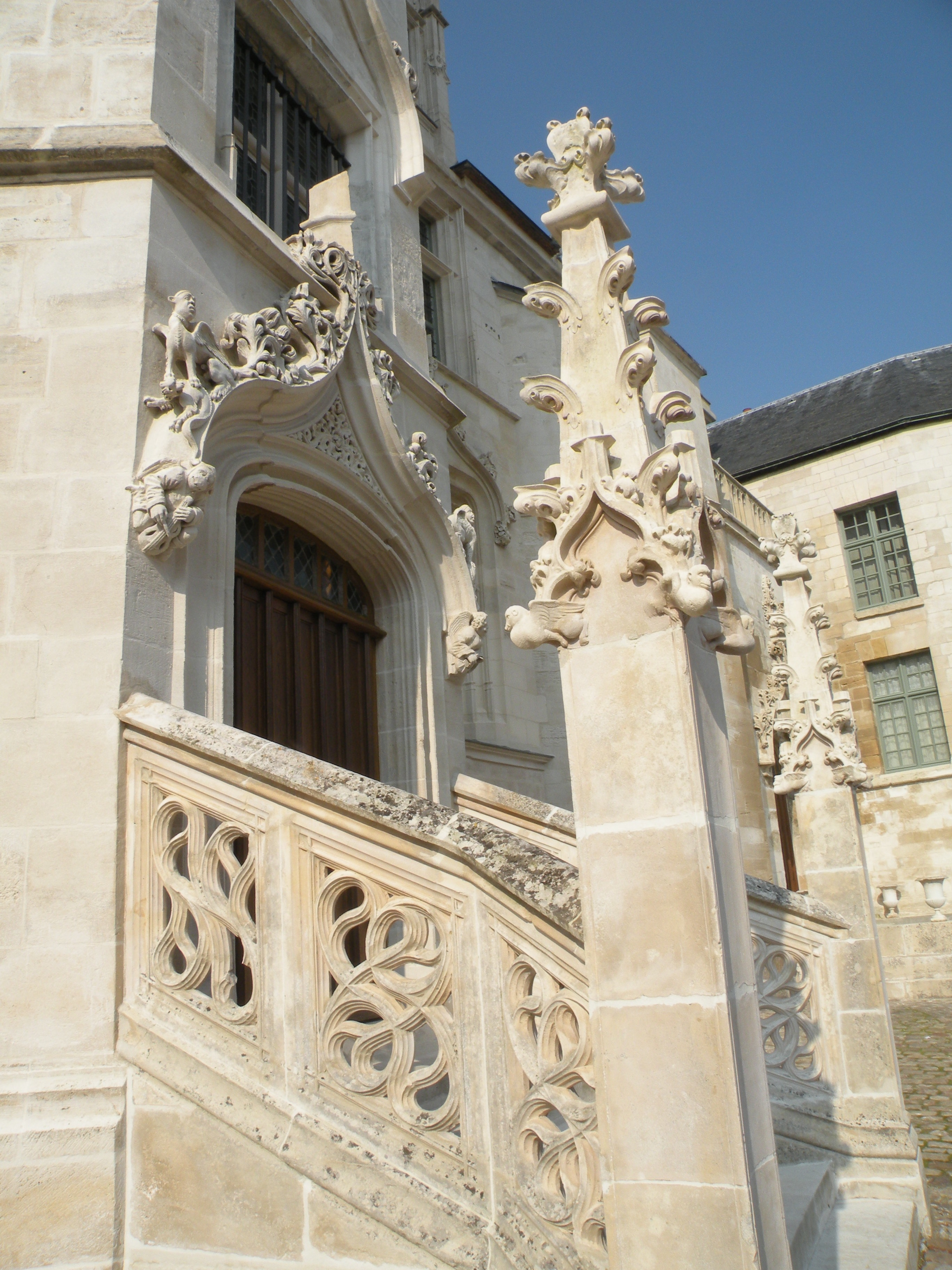
Seiteneingang
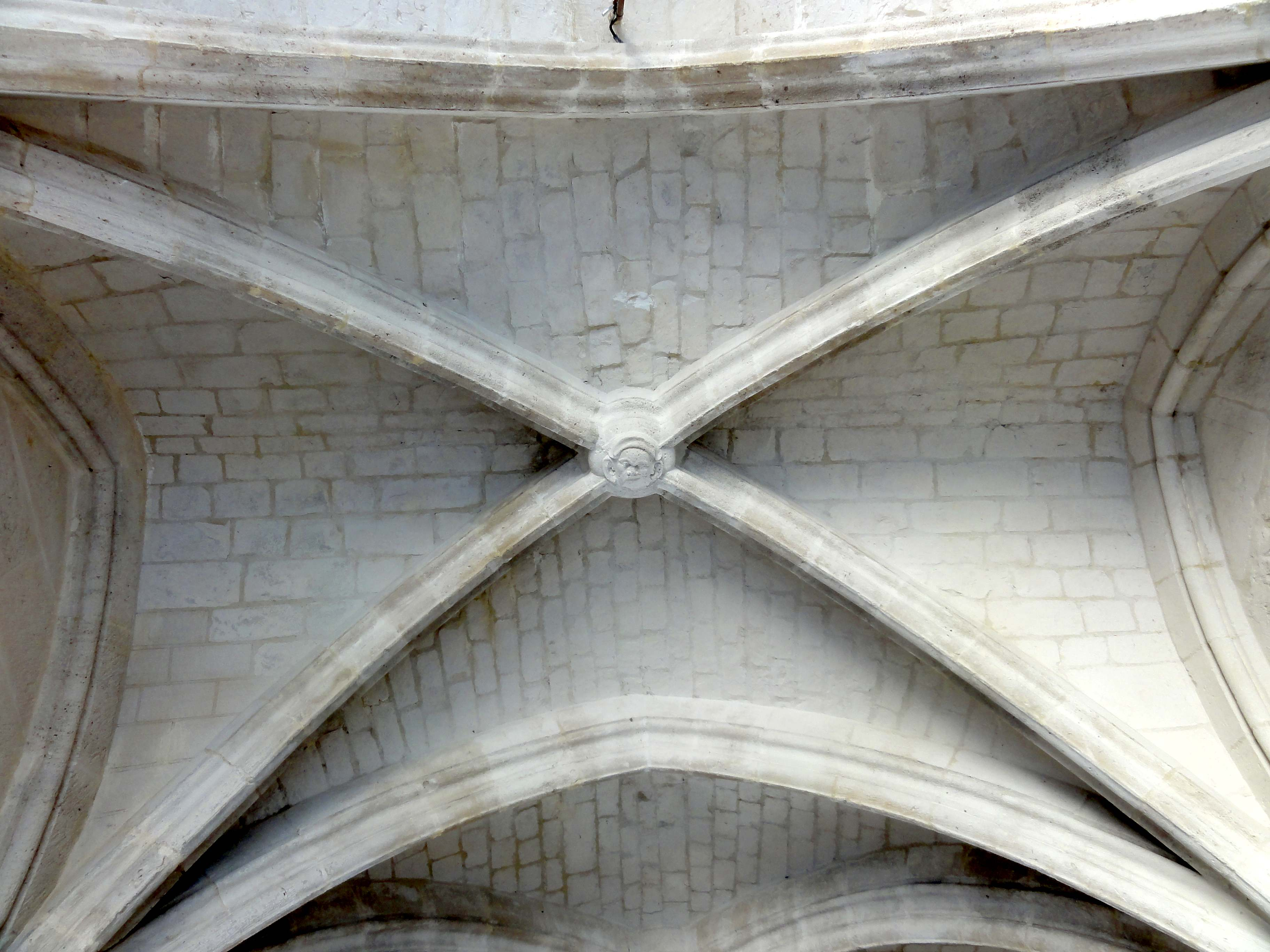
Überwölbte Decke des Eingangs
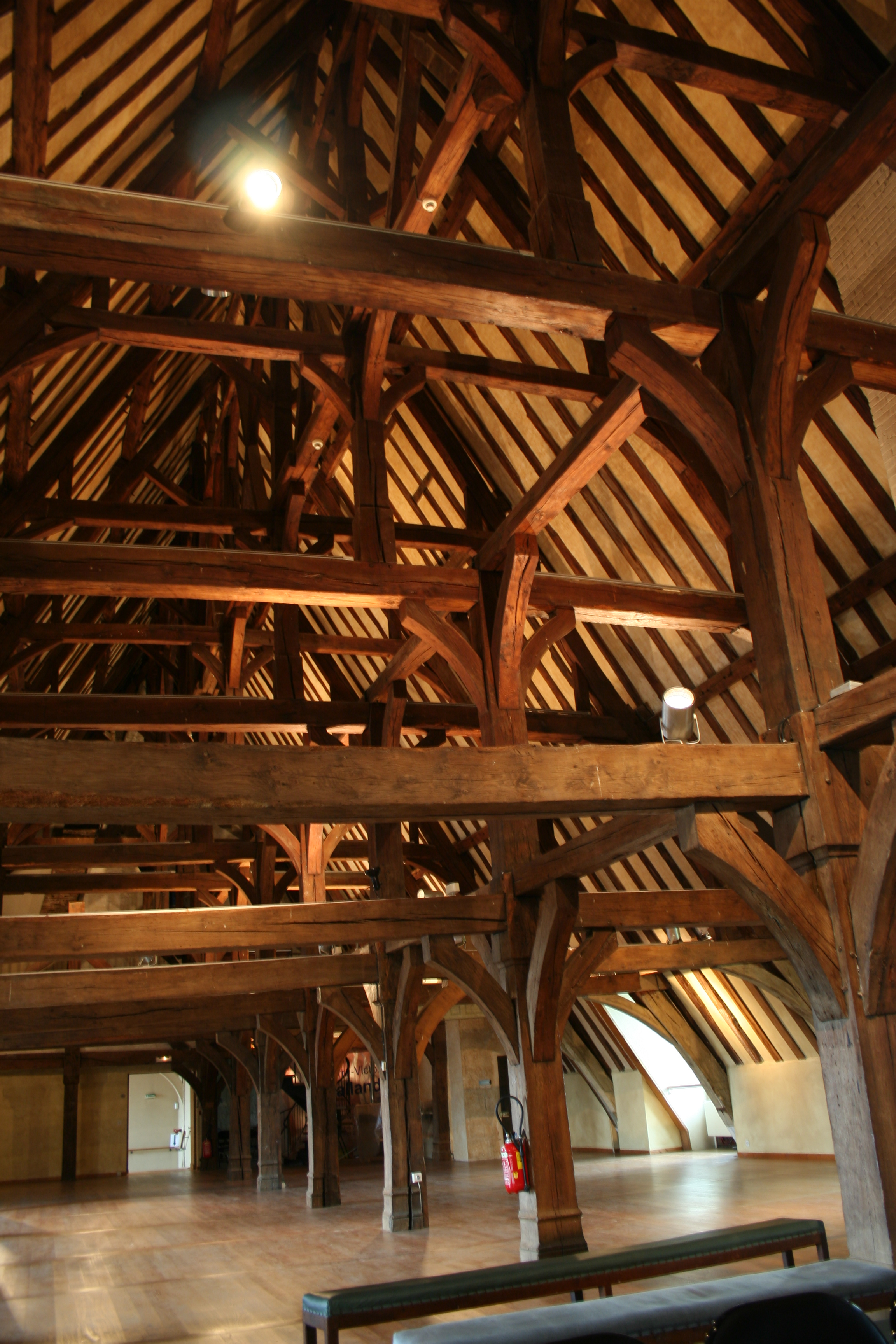
Dachstuhl

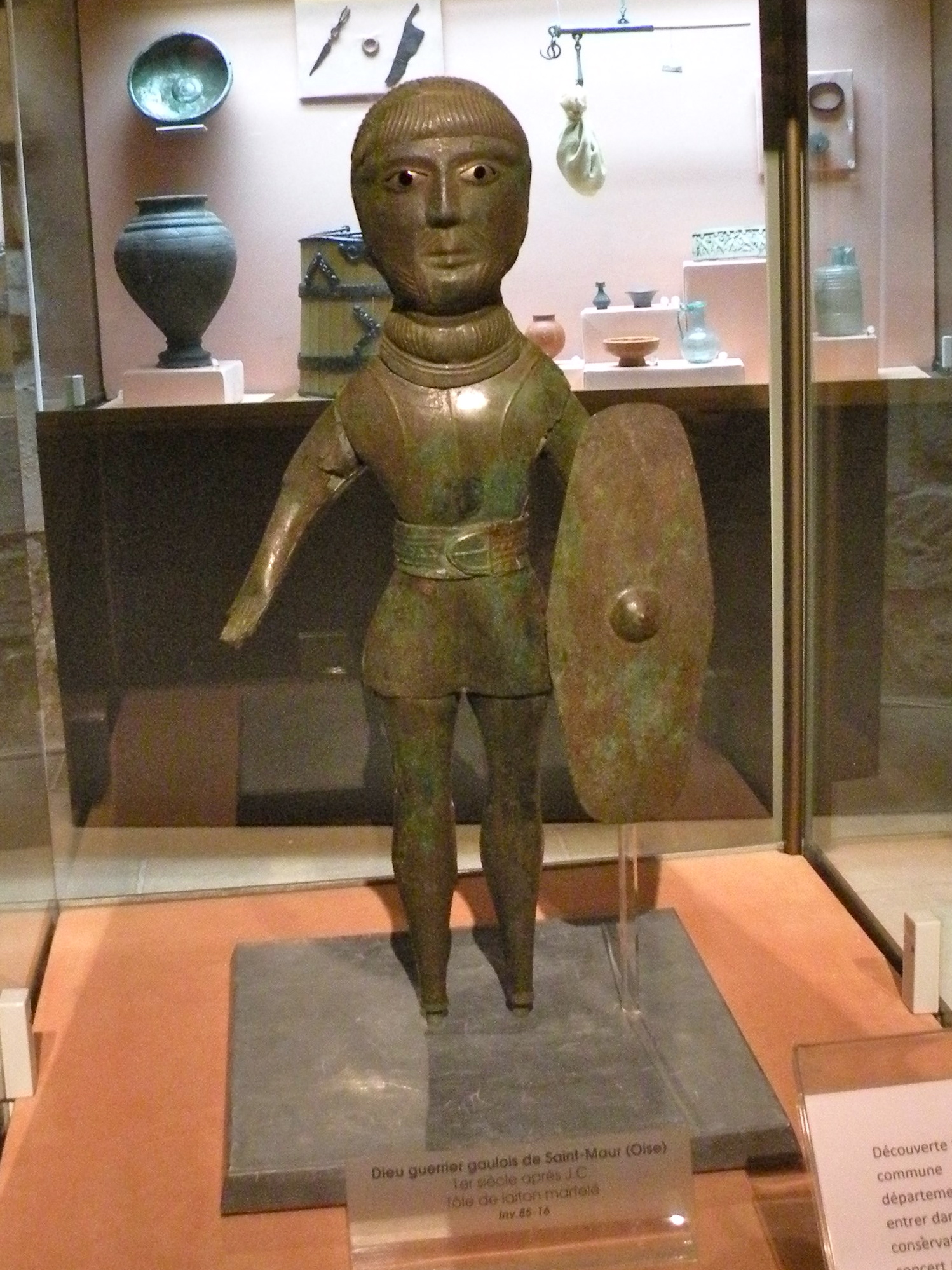
Messingstatue eines gallischen Kriegers 1. Jhd.
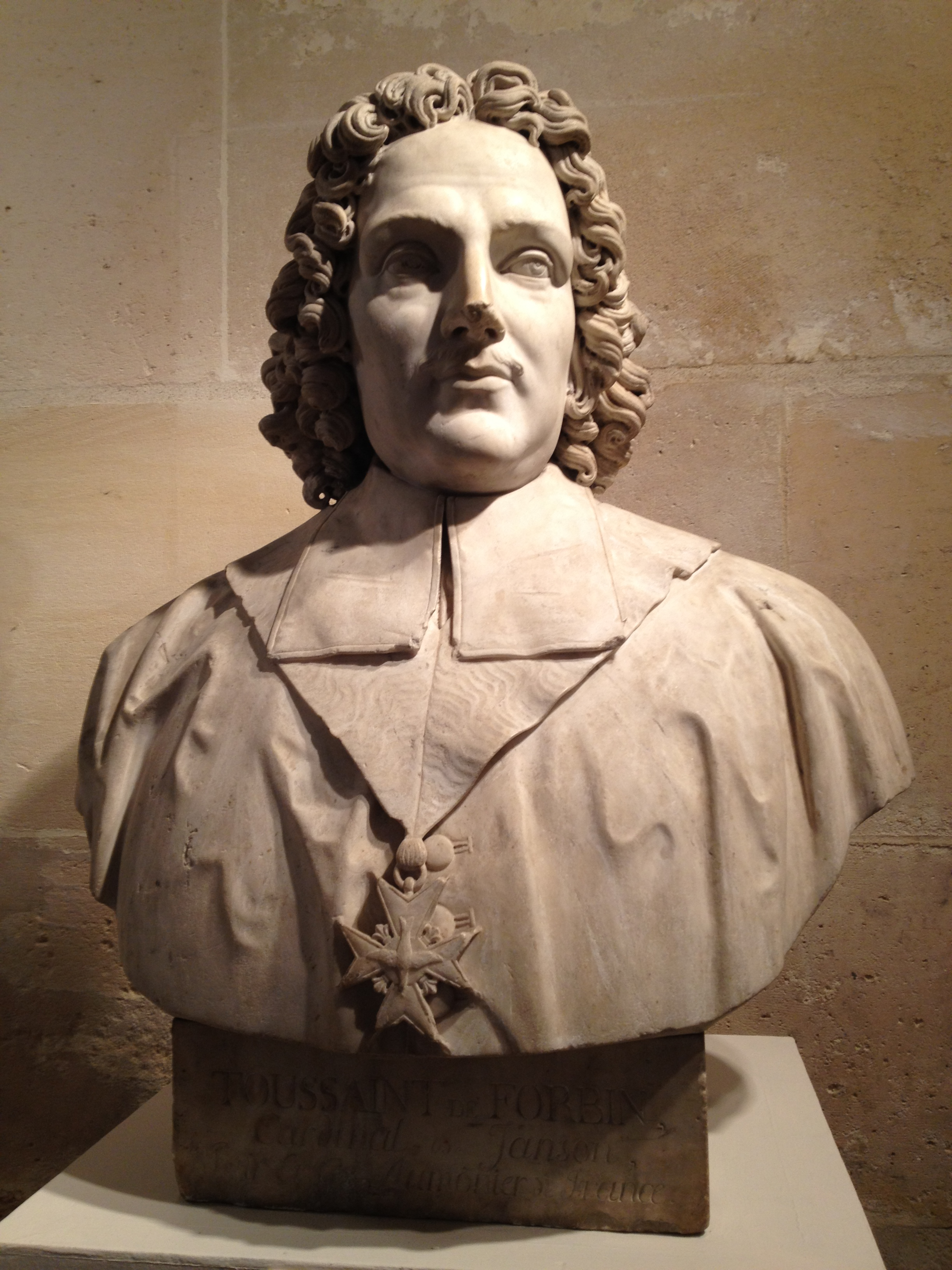
Büste von Toussaint de Forbin-Janson
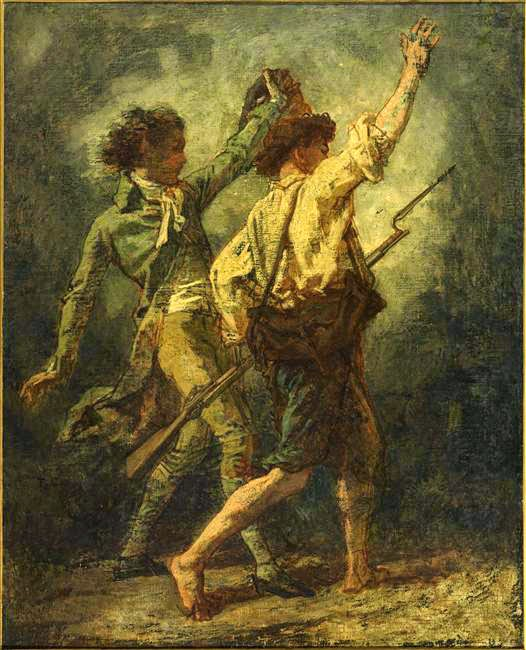
Zwei Freiwillige von Thomas Couture
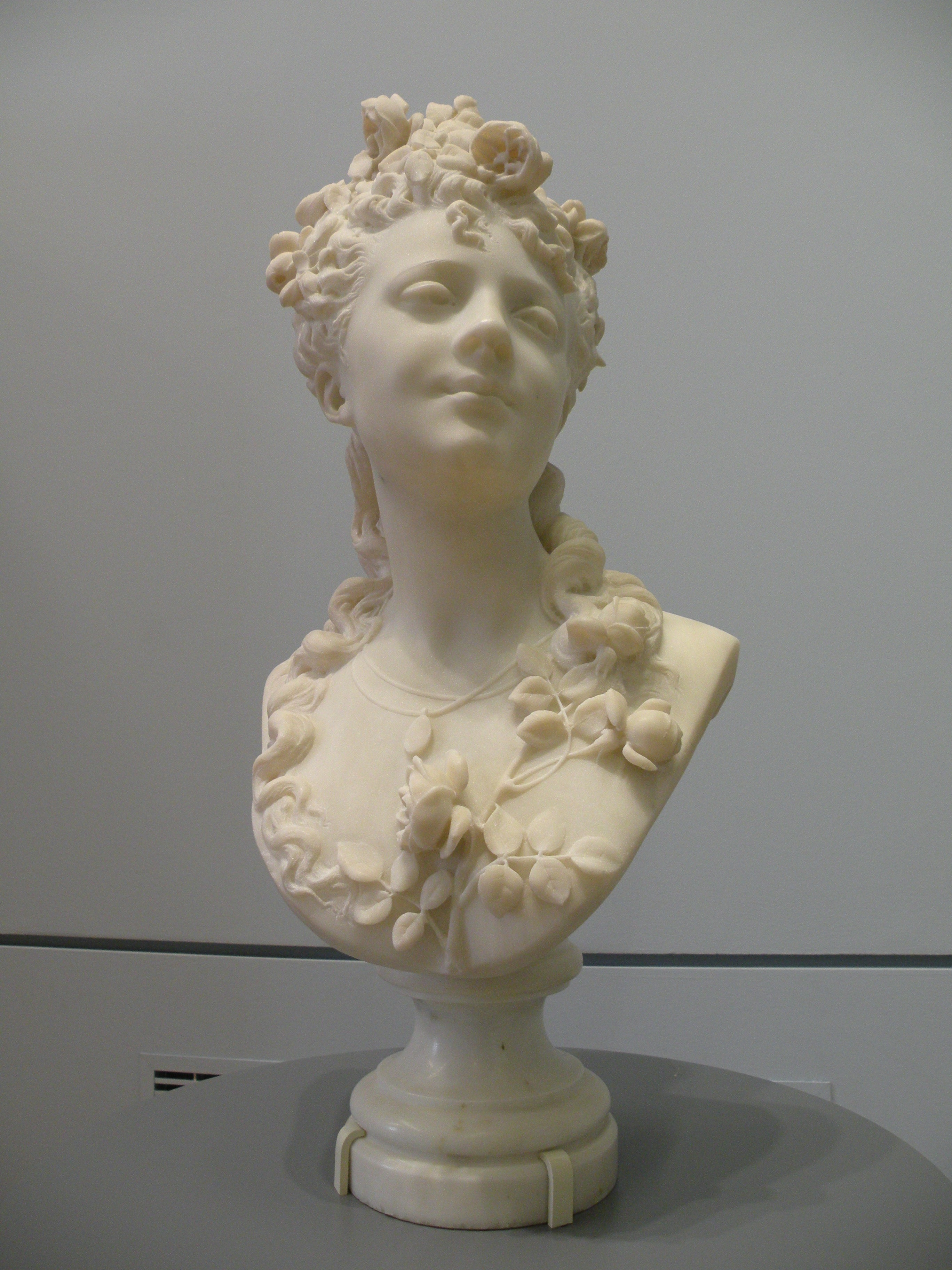
Frau mit Rosen
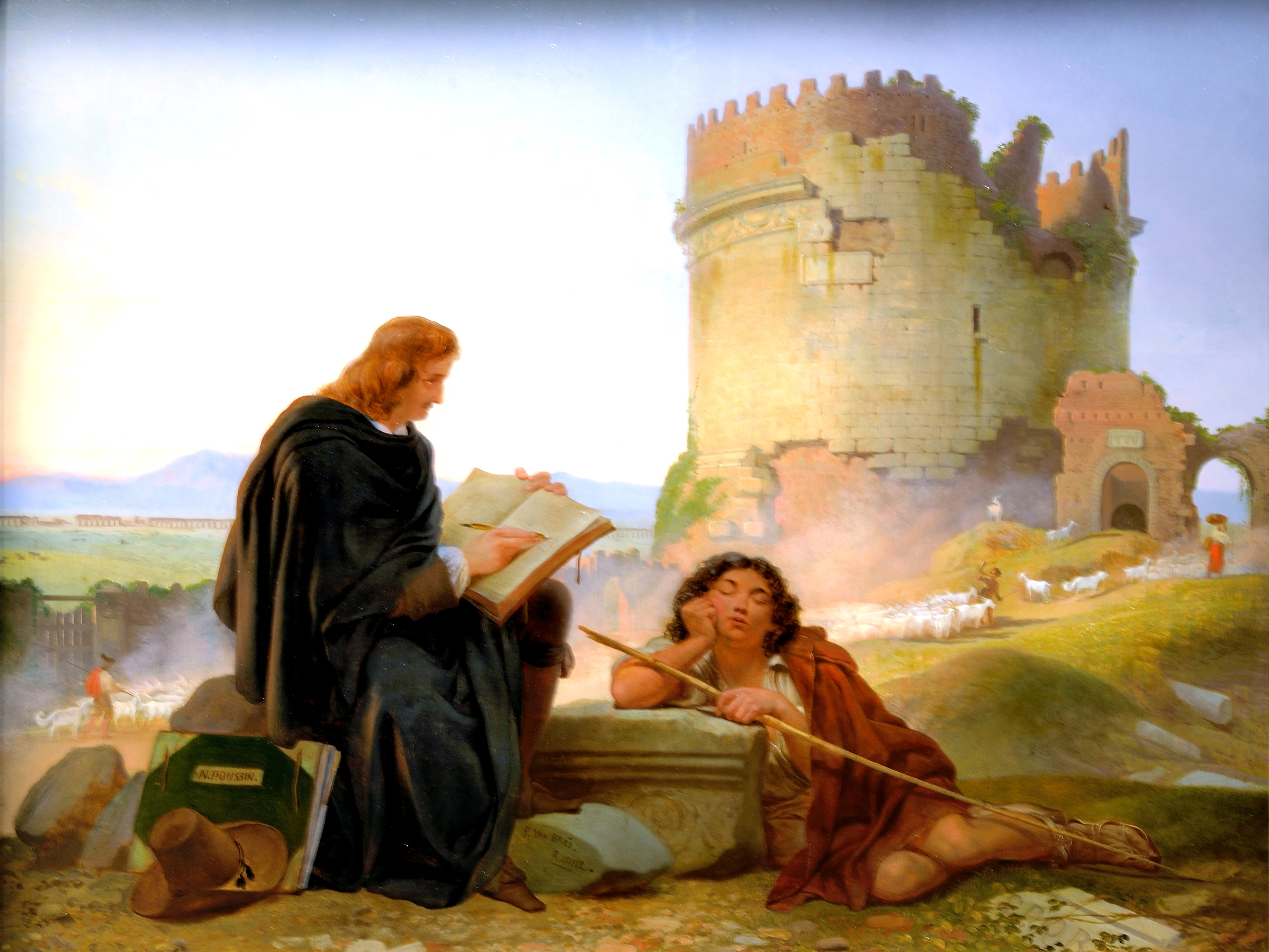
Nicolas Poussin in der römischen Kampagna von William Frederick Yeames